# Бузулуцький бір
Національний парк «Бузулуцький бір» (рос. Национальный парк «Бузулукский бор») — національний парк розташований на межі Самарської та Оренбурзької областей Росії. Створено 9 січня 2008 року.
Це острівний масив переважно соснового лісу посеред степів Заволжя та Приуралля. Розташований за 15 км північніше міста Бузулука в широкій прирічковій улоговині, яка сягає в глибину 100–150 метрів (в районі річки Боровки). Площа бору — 106 788 га.
У Бузулуцькому бору річка Черталик впадає в Боровку, притоку Самари.

## Опис
Історія Бузулуцького бору починається з післяльодовикового періоду, вік його становить 6-7 тисяч років. Вважається, що чистий сосновий ліс сформувався близько трьох-чотирьох тисяч років тому.
Понад 60 тисяч га Бузулуцького бору займають піски, глибина яких подекуди сягає 90 метрів. Понад двох третин масиву зайнято сосновими лісами. Серед них найбільш типові моховиті, складні та трав'яні бори. Визначною пам'яткою бору є дві 300–350 річні сосни. Бір майже з усіх боків облямований смугою листяного лісу, який межує зі степом. Смуга листяних: дубових, тополевих і вільшаних лісів простяглася вздовж течії річки Боровки, окремі ділянки скупчення осики та берези трапляються по всьому бору.
У Бузулуцькому бору зустрічається 39 видів ссавців, 144 види птахів, 8 видів плазунів, 4 види земноводних, 23 види риб і близько 800 видів комах. Тут мешкають:  лось, козуля, кабан, борсук звичайний, куниця, вивірка звичайна, бобер. Раніше майже скрізь зустрічалася рись. Серед птахів: беркут, могильник, тетерук, глушець.

## Лісокористування
Регулярну лісозаготівлю в бору проводять з кінця XVIII століття. В 1903 році в бору створили Борове дослідне лісництво, в якому нині функціонує дендрологічний сад. Частина території лісу з 1977 має статус особливо цінного лісового масиву. З 1933 по 1948 частина бору була державним заповідником. У травні 1939 року площу заповідника істотно збільшили.
Потім на території бору діяв державний заказник. 9 січня 2008 року Бузулукський бір отримав статус федеральної державної установи,  національного парку і був переданий у розпорядження Росприроднагляду.
20 червня 2013 року на території бору сталася велика лісова пожежа, постраждало 90,1 га лісу, було евакуйовано 200 мешканців селища Лісове. Збиток склав 1,16 млрд рублів. .
Південно-західною частиною лісового масиву проходить залізниця Кінель — Оренбург. На півдні розташоване селище Колтубановське та сільце Партизанське Бузулукського району Оренбурзької області. Тут є бази відпочинку.

## Нафтовидобуток на теренах бору
За даними компанії «Оренбургнадра», на території Бузулукського бору є три невеликих  нафтових родовища: Воронцовське, Гремячевське і Могутовське. Розвідані запаси за категоріями А + В + С1 + С2: Воронцовського родовища — 19,3 млн т, Гремячевського — 2,3 млн т, Могутовського — 21,7 млн т.
Після скасування статусу заповідника на території бору почався видобуток нафти (зараз не ведеться). Зараз тут розміщено 162 нафтові свердловини, 102 з яких порожні, 60 — потребують повторної консервації у зв'язку з негерметичністю.